# Andy Smith (żużlowiec)
Andrew „Andy” Smith (ur. 25 maja 1966 w Yorku) – brytyjski żużlowiec, posiadający również polskie obywatelstwo.

## Życiorys

### Kariera sportowa
Dwukrotny brązowy medalista Młodzieżowych Indywidualnych Mistrzostw Wielkiej Brytanii (1984, 1985) oraz czterokrotny medalista Indywidualnych Mistrzostw Wielkiej Brytanii (trzykrotnie złoty – 1993, 1994, 1995 oraz brązowy – 1992). Zwycięzca Memoriału im. Bronisława Idzikowskiego i Marka Czernego (1997).
Dwukrotny uczestnik finałów Indywidualnych Mistrzostw Świata (Monachium 1989 – VII m. oraz Pocking 1993 – V m.). W latach 1995–2002 stały uczestnik cyklu Grand Prix (1995 – XIV m., 1996 – XVII m., 1997 – XIV m., 1998 – XIV m., 1999 – XX m., 2000 – XXV m., 2001 – XXII m. oraz 2002 – XX m.). Jego najlepsze indywidualne wyniki w turniejach eliminacyjnych to VI miejsca w Grand Prix Niemiec 1995 i 1998.
W latach 1982–2007 startował w lidze brytyjskiej, w klubach Belle Vue Aces (1982–1990, 1998–2001, 2005), Bradford Dukes (1989–1990), Swindon Robins (1991, 1998, 2004), Coventry Bees (1992–1995, 1997), Oxford Cheetahs (2003) oraz Reading Racers (2006–2007), w 1982 r. zdobywając tytuł Drużynowego Mistrza Wielkiej Brytanii. Od 1992 r. był również zawodnikiem polskich klubów: Polonii Bydgoszcz (1992–1995, 1998, 2004), Stali Rzeszów (1996), Unii Tarnów (1997), Polonii Piła (1999–2000), Unii Leszno (2001), WKM Warszawa (2002–2003), Apatora Toruń (2005) i Wybrzeża Gdańsk (2006–2007). Łącznie zdobył 5 medali Drużynowych Mistrzostw Polski: 2 złote (1992, 1999), 2 srebrne (1993, 2000) oraz 1 brązowy (1995).
W 1999 r. zakwalifikował się (jako zawodnik rezerwowy) do finału Indywidualnych Mistrzostw Polski, rozegranego w Bydgoszczy. W turnieju tym wystąpił w jednym biegu, nie zdobywając punktów.

### Życie prywatne
W 1999 roku otrzymał obywatelstwo polskie.

## Przynależność klubowa
Wielka Brytania
- Belle Vue Aces (1982–1990)
- Bradford Dukes (1989–1990)
- Swindon Robins (1991)
- Coventry Bees (1992–1995)
- Coventry Bees (1997)
- Swindon Robins (1998)
- Belle Vue Aces (1998–2001)
- Oxford Cheetahs (2003)
- Swindon Robins (2004)
- Belle Vue Aces (2005)
- Reading Recars (2006–2007)

Polska
- Polonia Bydgoszcz (1992–1995)
- Stal Rzeszów (1996)
- Unia Tarnów (1997)
- Polonia Bydgoszcz (1998)
- Polonia Piła (1999–2000)
- Unia Leszno (2001)
- WKM Warszawa (2002–2003)
- Polonia Bydgoszcz (2004)
- Apator Toruń (2005)
- Wybrzeże Gdańsk (2006–2007)
- WTS Wrocław (2008)

## Mistrzostwa świata

### Starty w Grand Prix (Indywidualnych Mistrzostwach Świata na Żużlu)

#### Punkty w poszczególnych zawodachGrand Prix
| Sezon 1995          |                                |                                |                                 |                               |                               |                           |                     |                   |                       |         |         |         |         |         |         |         |         |         |         |         |         |        |        |        |        |        |        |        |        |        |        |        |        |        |        |        |        |
| GP Polski – Wrocław | GP Austrii – Wiener Neustadt   | GP Niemiec – Abensberg         | GP Szwecji – Linköping          | GP Danii – Vojens             | GP Wielkiej Brytanii – Londyn | miejsce                   | miejsce             | miejsce           | miejsce               | miejsce | miejsce | miejsce | miejsce | miejsce | miejsce | miejsce | miejsce | miejsce | miejsce | miejsce | miejsce | punkty | punkty | punkty | punkty | punkty | punkty | punkty | punkty | punkty | punkty | punkty | punkty | punkty | punkty | punkty | punkty |
| 6                   | 9                              | 14                             | 3                               | 3                             | 3                             | 14                        | 14                  | 14                | 14                    | 14      | 14      | 14      | 14      | 14      | 14      | 14      | 14      | 14      | 14      | 14      | 14      | 38     | 38     | 38     | 38     | 38     | 38     | 38     | 38     | 38     | 38     | 38     | 38     | 38     | 38     | 38     | 38     |
| Sezon 1996          |                                |                                |                                 |                               |                               |                           |                     |                   |                       |         |         |         |         |         |         |         |         |         |         |         |         |        |        |        |        |        |        |        |        |        |        |        |        |        |        |        |        |
| GP Polski – Wrocław | GP Włoch – Lonigo              | GP Niemiec – Pocking           | GP Szwecji – Linköping          | GP Wielkiej Brytanii – Londyn | GP Danii – Vojens             | miejsce                   | miejsce             | miejsce           | miejsce               | miejsce | miejsce | miejsce | miejsce | miejsce | miejsce | miejsce | miejsce | miejsce | miejsce | miejsce | miejsce | punkty | punkty | punkty | punkty | punkty | punkty | punkty | punkty | punkty | punkty | punkty | punkty | punkty | punkty | punkty | punkty |
| –                   | 11                             | 3                              | 3                               | 2                             | –                             | 17                        | 17                  | 17                | 17                    | 17      | 17      | 17      | 17      | 17      | 17      | 17      | 17      | 17      | 17      | 17      | 17      | 19     | 19     | 19     | 19     | 19     | 19     | 19     | 19     | 19     | 19     | 19     | 19     | 19     | 19     | 19     | 19     |
| Sezon 1997          |                                |                                |                                 |                               |                               |                           |                     |                   |                       |         |         |         |         |         |         |         |         |         |         |         |         |        |        |        |        |        |        |        |        |        |        |        |        |        |        |        |        |
| GP Czech – Praga    | GP Szwecji – Linköping         | GP Niemiec – Landshut          | GP Wielkiej Brytanii – Bradford | GP Polski – Wrocław           | GP Danii – Vojens             | miejsce                   | miejsce             | miejsce           | miejsce               | miejsce | miejsce | miejsce | miejsce | miejsce | miejsce | miejsce | miejsce | miejsce | miejsce | miejsce | miejsce | punkty | punkty | punkty | punkty | punkty | punkty | punkty | punkty | punkty | punkty | punkty | punkty | punkty | punkty | punkty | punkty |
| –                   | 9                              | 4                              | 3                               | –                             | 6                             | 14                        | 14                  | 14                | 14                    | 14      | 14      | 14      | 14      | 14      | 14      | 14      | 14      | 14      | 14      | 14      | 14      | 22     | 22     | 22     | 22     | 22     | 22     | 22     | 22     | 22     | 22     | 22     | 22     | 22     | 22     | 22     | 22     |
| Sezon 1998          |                                |                                |                                 |                               |                               |                           |                     |                   |                       |         |         |         |         |         |         |         |         |         |         |         |         |        |        |        |        |        |        |        |        |        |        |        |        |        |        |        |        |
| GP Czech – Praga    | GP Niemiec – Pocking           | GP Danii – Vojens              | GP Wielkiej Brytanii – Coventry | GP Szwecji – Linköping        | GP Polski – Bydgoszcz         | miejsce                   | miejsce             | miejsce           | miejsce               | miejsce | miejsce | miejsce | miejsce | miejsce | miejsce | miejsce | miejsce | miejsce | miejsce | miejsce | miejsce | punkty | punkty | punkty | punkty | punkty | punkty | punkty | punkty | punkty | punkty | punkty | punkty | punkty | punkty | punkty | punkty |
| 2                   | 14                             | 5                              | 4                               | 6                             | 12                            | 14                        | 14                  | 14                | 14                    | 14      | 14      | 14      | 14      | 14      | 14      | 14      | 14      | 14      | 14      | 14      | 14      | 43     | 43     | 43     | 43     | 43     | 43     | 43     | 43     | 43     | 43     | 43     | 43     | 43     | 43     | 43     | 43     |
| Sezon 1999          |                                |                                |                                 |                               |                               |                           |                     |                   |                       |         |         |         |         |         |         |         |         |         |         |         |         |        |        |        |        |        |        |        |        |        |        |        |        |        |        |        |        |
| GP Czech – Praga    | GP Szwecji – Linköping         | GP Polski – Wrocław            | GP Wielkiej Brytanii – Coventry | GP Polski – Bydgoszcz         | GP Danii – Vojens             | miejsce                   | miejsce             | miejsce           | miejsce               | miejsce | miejsce | miejsce | miejsce | miejsce | miejsce | miejsce | miejsce | miejsce | miejsce | miejsce | miejsce | punkty | punkty | punkty | punkty | punkty | punkty | punkty | punkty | punkty | punkty | punkty | punkty | punkty | punkty | punkty | punkty |
| 5                   | 6                              | 1                              | 5                               | 4                             | 1                             | 20                        | 20                  | 20                | 20                    | 20      | 20      | 20      | 20      | 20      | 20      | 20      | 20      | 20      | 20      | 20      | 20      | 22     | 22     | 22     | 22     | 22     | 22     | 22     | 22     | 22     | 22     | 22     | 22     | 22     | 22     | 22     | 22     |
| Sezon 2000          |                                |                                |                                 |                               |                               |                           |                     |                   |                       |         |         |         |         |         |         |         |         |         |         |         |         |        |        |        |        |        |        |        |        |        |        |        |        |        |        |        |        |
| GP Czech – Praga    | GP Szwecji – Linköping         | GP Polski – Wrocław            | GP Wielkiej Brytanii – Coventry | GP Danii – Vojens             | GP Europy – Bydgoszcz         | miejsce                   | miejsce             | miejsce           | miejsce               | miejsce | miejsce | miejsce | miejsce | miejsce | miejsce | miejsce | miejsce | miejsce | miejsce | miejsce | miejsce | punkty | punkty | punkty | punkty | punkty | punkty | punkty | punkty | punkty | punkty | punkty | punkty | punkty | punkty | punkty | punkty |
| 2                   | 1                              | 1                              | 2                               | 1                             | 3                             | 25                        | 25                  | 25                | 25                    | 25      | 25      | 25      | 25      | 25      | 25      | 25      | 25      | 25      | 25      | 25      | 25      | 10     | 10     | 10     | 10     | 10     | 10     | 10     | 10     | 10     | 10     | 10     | 10     | 10     | 10     | 10     | 10     |
| Sezon 2001          |                                |                                |                                 |                               |                               |                           |                     |                   |                       |         |         |         |         |         |         |         |         |         |         |         |         |        |        |        |        |        |        |        |        |        |        |        |        |        |        |        |        |
| GP Niemiec – Berlin | GP Wielkiej Brytanii – Cardiff | GP Danii – Vojens              | GP Czech – Praga                | GP Polski – Bydgoszcz         | GP Szwecji – Sztokholm        | miejsce                   | miejsce             | miejsce           | miejsce               | miejsce | miejsce | miejsce | miejsce | miejsce | miejsce | miejsce | miejsce | miejsce | miejsce | miejsce | miejsce | punkty | punkty | punkty | punkty | punkty | punkty | punkty | punkty | punkty | punkty | punkty | punkty | punkty | punkty | punkty | punkty |
| 3                   | 1                              | 2                              | 1                               | 1                             | 4                             | 22                        | 22                  | 22                | 22                    | 22      | 22      | 22      | 22      | 22      | 22      | 22      | 22      | 22      | 22      | 22      | 22      | 12     | 12     | 12     | 12     | 12     | 12     | 12     | 12     | 12     | 12     | 12     | 12     | 12     | 12     | 12     | 12     |
| Sezon 2002          |                                |                                |                                 |                               |                               |                           |                     |                   |                       |         |         |         |         |         |         |         |         |         |         |         |         |        |        |        |        |        |        |        |        |        |        |        |        |        |        |        |        |
| GP Norwegii – Hamar | GP Polski – Bydgoszcz          | GP Wielkiej Brytanii – Cardiff | GP Słowenii – Krško             | GP Szwecji – Sztokholm        | GP Czech – Praga              | GP Skandynawii – Göteborg | GP Europy – Chorzów | GP Danii – Vojens | GP Australii – Sydney | miejsce | miejsce | miejsce | miejsce | miejsce | miejsce | miejsce | miejsce | miejsce | miejsce | miejsce | miejsce | punkty | punkty | punkty | punkty | punkty | punkty | punkty | punkty | punkty | punkty | punkty | punkty |        |        |        |        |
| 4                   | 6                              | 4                              | 6                               | 2                             | 2                             | 1                         | 2                   | 1                 | 1                     | 20      | 20      | 20      | 20      | 20      | 20      | 20      | 20      | 20      | 20      | 20      | 20      | 29     | 29     | 29     | 29     | 29     | 29     | 29     | 29     | 29     | 29     | 29     | 29     |        |        |        |        |

| Statystyki        | Statystyki |
| ----------------- | ---------- |
| Starty            | 48         |
| Zwycięstwa        | 0          |
| Miejsca na podium | 0          |
| Finalista         | 0          |
| Punkty            | 195        |